# Bravoceratops
Bravoceratops – rodzaj wymarłego dinozaura, ceratopsa z rodziny ceratopsów.
Skamieniałości nieznanego zwierzęcia znaleziono w USA, na południowym zachodzie Teksasu, na terenie Parku Narodowego Big Bend. Spoczywały pośród skał formacji Javelina datowanej na wczesny mastrycht, będącej pozostałością prawdopodobnie dawnej utkanej jeziorami równiny zalewowej kilkaset kilometrów od linii brzegowej. Budują ją głównie piaskowce i mułowce. W jej obrębie znaleziska ceratopsów należą do rzadkości. Wcześniej w jej skałach znajdowano szczątki torozaura oraz innego ceratopsa, określanego początkowo jako El Picacho ceratopsian. Z innych zwierząt znaleziono tam pozostałości tyranozaura. Kolejne, znalezisko, niekompletna czaszka, skatalogowane zostało jako TMM 46015-1. W miejscu odkrycia formacja mierzy 165 m grubości. Kości znajdowały się 3 m nad spągiem formacji, dzielącym ją z dawniejszą formacją Aguja, wśród piaskowców. Znalezisko liczy 69 ± 0,9 miliona lat.
Badanie rzeczonych skamieniałości ujawniło, że należały do dużego dinozaura rogatego. Cechował się on wąskim pyskiem, długą fenestrowaną kryzą kostną z wałem kostnym na pośrodkowej kości epiparietalnej i zagłębieniem na tej samej kości, stanowiącym miejsce połączenia z drugą pośrodkową kością epiparietalną. Badacze podkreślają tutaj różnice w stosunku do Pentaceratops czy Anchiceratops. Z drugiej strony budowa rozwidlonego stawu pomiędzy kośćmi kwadratowo-jarzmową i łuskową przypomina obserwowaną u Triceratops czy Torosaurus.
Niespotykana dotąd kombinacja cech pozwoliła badaczom na kreowanie nowego rodzaju dinozaura. Nadano mu nazwę Bravoceratops. Tworząc nazwę rodzajową, Wick i Lehman wykorzystali przyrostek bravo wywodzący się z języka hiszpańskiego. Oznacza on dziki i odnosi się Rio Bravo del Norte, hiszpańskojęzycznej nazwy rzeki zwanej po angielsku Rio Grande, płynącej w rejonie znalezienia skamieniałości zwierzęcia. Drugi człon nazwy, ceratops, pochodzi z greki, oznacza rogatą twarz i odnosi się do przynależności rodzaju do Ceratopsidae. W obrębie rodzaju wyróżniono gatunek Bravoceratops polyphemus. Jego epitet gatunkowy bierze się z mitologii greckiej. Zagłębienie na położonej pośrodkowo kości eparietalnej skojarzyło się paleontologiom z oczodołem wielkiego cyklopa Polifema, syna Posejdona, który więził Odyseusza i pożerał jego towarzyszy. Zwierzę zaliczono do rodziny Ceratopsidae i podrodziny Chasmosaurinae. Przeprowadzona analiza filogenetyczna wskazuje na najbliższego krewnego Bravoceratops takson Coahuilaceratops.